# Chometokadmon
Chometokadmon — вимерлий рід ангіморфних ящірок ранньої крейди в Італії. Типовим і єдиним видом є Chometokadmon fitzingeri, названий італійським зоологом Оронціо Габріеле Коста в 1864 році. Відомий лише один екземпляр, майже повний скелет із комуни П'єтрароя в Апеннінських горах із відкладень П'єтрароя Платтенкалк. Коста ідентифікував зразок як ящірку, але в 1915 році палеонтолог Джеремія д'Еразмо перекласифікував скелет як ринхоцефал на основі іншого зразка ринхоцефала, описаного Костою, який, на думку д'Еразмо, належав до того ж виду. Пізніші дослідження анатомії цих двох зразків показали, що вони належали до двох різних видів; Хометокадмон Коста був ящіркою, тоді як інший екземпляр, перейменований на Деразмозавр на честь д'Еразмо, був ринхоцефалом. Перший детальний опис хометокадмона з’явився в 2006 році, що дозволило включити його в філогенетичний аналіз ящірок. Аналіз відніс Хометокадмон до клади (еволюційного угруповання) Anguimorpha, яка включає Anguidae, Xenosauridae та Varanoidea.